# Anopheles mirans
Anopheles mirans este o specie de țânțari din genul Anopheles, descrisă de Sallum și EL Peyton în anul 2005. Conform Catalogue of Life specia Anopheles mirans nu are subspecii cunoscute.